# Pedro Caride Massini
Pedro José Caride Massini (Buenos Aires, 11 de julio de 1871-Jesús María, Córdoba, 20 de abril de 1954) fue un médico y científico, Jefe del Servicio de Ginecología del Hospital Rawson, fundador y director del Sanatorio Caride, miembro de la Sociedad Científica Argentina, fundador y director del Instituto Biológico de la Sociedad Rural Argentina, y presidente del Club del Progreso.

## Reseña biográfica
Realizó sus estudios secundarios en el colegio Del Salvador. Se doctoró en medicina de la Universidad de Buenos Aires en 1897 con una tesis titulada Consideraciones sobre la vía abdominal en la cirugía ginecológica. 
En función de su profesión se desempeñó como jefe del Servicio de Ginecología del Hospital Rawson y jefe del servicio de Autoterapia de la Asistencia Pública de Buenos Aries. Desarrollo el concepto de la autoterapia que básicamente consistía en utilizar la propia sangre del paciente para que, adecuadamente depurada y tratada, curara las enfermedades.
Fue fundador y director del Sanatorium Caride de la ciudad de Buenos Aires en donde aplicaba este tratamiento. 
En las propias palabras de Caride Massini: "...este método curativo y preventivo consiste en el aprovechamiento de las defensas orgánicas elaboradas en la sangre del mismo enfermo. para cuyo fin esa misma sangre se somete a una elaboración científica en los laboratorios del Instituto..."

## Sus trabajos junto al naturalistaJuan Brèthes
En 1906 envió al encargado del entomología del Museo Nacional,  Juan Brèthes. unas moscas que había encontrado en su quinta de Jesús María. Luego de un detallado estudio el científico determinó que se trataba de una nueva especie que atacaba a las langostas que por aquellos tiempos devastaban los campos a través de sus irrefrenables mangas. En su honor la bautizó Sarcophaga caridei Brethes.
En 1912 ambos trabajaron juntos en el Instituto Entomológico y de Patología Vegetal, Caride Massini como director y Brèthes como jefe del Instituto.
En estrecha colaboración desarrollaron una fuerte amistad, y al crearse el Instituto Biológico de la Sociedad Rural Argentina (1927) ambos continuaron trabajando en la lucha contra las plagas.

## Reconocimientos
- Miembro de la Sociedad de Cirugía de Buenos Aires
- Miembro de la Sociedad Científica Argentina
- Presidente de la Biblioteca Sarmiento
- Presidente del Club del Progreso (1928)